# San Martín de la Vega
San Martín de la Vega là một đô thị trong Cộng đồng Madrid, Tây Ban Nha. Đô thị này có diện tích 105,9 km², dân số theo điều tra năm 2010 của Viện thống kê quốc gia Tây Ban Nha là 18.863 người. Đô thị này nằm ở khu vực có độ cao 515 mét trên mực nước biển. Các đô thị giáp ranh: Pinto, Valdemoro, Ciempozuelos, Chinchón, Morata de Tajuña, Arganda del Rey, Rivas Vaciamadrid và Getafe